# Collegio di Coventry South
Coventry South è un collegio elettorale situato nella contea di West Midlands, nelle Midlands Occidentali, e rappresentato alla Camera dei comuni del Parlamento del Regno Unito. Elegge un membro del parlamento con il sistema first-past-the-post, ossia maggioritario a turno unico; l'attuale parlamentare è Zarah Sultana, eletta con il Partito Laburista nel 2019 e sospesa dal partito nel luglio 2024 per aver votato contro il governo; siede ora come Indipendente.

## Estensione

Conventry South dal 2010 al 2024

Il centro cittadino di Coventry si trova nella parte nord del collegio. Dal 1974 al 1997 il centro si trovava nell'(ora abolito) collegio di Coventry South East.
- 1950-1974: i ward del County Borough di Coventry di Cheylesmore, Earlsdon, Godiva, St Michael's, Westwood e Whoberley.
- 1997-2024: i ward della Città di Coventry di Binley and Willenhall, Cheylesmore, Earlsdon, St Michael's, Wainbody e Westwood.
- dal 2024: i ward della Città di Coventry di Cheylesmore, Earlsdon, Lower Stoke, St. Michael’s, Wainbody e Westwood.[1]

## Membri del parlamento
| Elezione | Elezione      | Deputato              | Partito               |
| -------- | ------------- | --------------------- | --------------------- |
|          | 1950          | Elaine Burton         | Laburista             |
|          | 1959          | Philip Hocking        | Conservatore          |
|          | 1964          | William Wilson        | Laburista             |
|          | Feb 1974      | Collegio abolito      | Collegio abolito      |
|          | 1997          | Collegio ri-istituito | Collegio ri-istituito |
|          | 1997          | Jim Cunningham        | Laburista             |
| 2019     | Zarah Sultana |                       | Laburista             |
|          | Zarah Sultana | 2024                  | Indipendente          |

## Elezioni

### Elezioni negli anni 2020
| Partito                    | Partito                                | Candidato                  | Risultati 4 luglio 2024 | Risultati 4 luglio 2024 |
| Partito                    | Partito                                | Candidato                  | Voti                    | %                       |
| -------------------------- | -------------------------------------- | -------------------------- | ----------------------- | ----------------------- |
|                            | Laburista                              | Zarah Sultana              | 20 361                  | 47,65                   |
|                            | Conservatore                           | Mattie Heaven              | 10 160                  | 23,78                   |
|                            | Reform UK                              | Chris Baddon               | 5 711                   | 13,37                   |
|                            | Lib Dem                                | Stephen Richmond           | 2 531                   | 5,92                    |
|                            | Verdi                                  | Anne Patterson             | 2 363                   | 5,53                    |
|                            | Workers                                | Mohammed Syed              | 777                     | 1,82                    |
|                            | Social Democratico                     | Alastair Mellon            | 334                     | 0,78                    |
|                            | Indipendente                           | Niko Omilana               | 263                     | 0,62                    |
|                            | Indipendente                           | Joshua Morland             | 231                     | 0,54                    |
|                            |                                        |                            |                         |                         |
| Iscritti                   | Iscritti                               | Iscritti                   | 76 262                  | 100,00                  |
| ↳ Votanti (% su iscritti)  | ↳ Votanti (% su iscritti)              | ↳ Votanti (% su iscritti)  | 42 731                  | 56,03                   |
| ↳ Astenuti (% su iscritti) | ↳ Astenuti (% su iscritti)             | ↳ Astenuti (% su iscritti) | 33 531                  | 43,97                   |
|                            |                                        |                            |                         |                         |
|                            | Esito: collegio confermato a Laburista |                            |                         |                         |

### Elezioni negli anni 2010
| Partito                    | Partito                                | Candidato                  | Risultati 12 dicembre 2019 | Risultati 12 dicembre 2019 |
| Partito                    | Partito                                | Candidato                  | Voti                       | %                          |
| -------------------------- | -------------------------------------- | -------------------------- | -------------------------- | -------------------------- |
|                            | Laburista                              | Zarah Sultana              | 19 544                     | 43,39                      |
|                            | Conservatore                           | Mattie Heaven              | 19 143                     | 42,50                      |
|                            | Lib Dem                                | Stephen Richmond           | 3 398                      | 7,54                       |
|                            | Brexit                                 | James Crocker              | 1 432                      | 3,18                       |
|                            | Verdi                                  | Becky Finlayson            | 1 092                      | 2,42                       |
|                            | Indipendente                           | Ed Manning                 | 435                        | 0,97                       |
|                            |                                        |                            |                            |                            |
| Iscritti                   | Iscritti                               | Iscritti                   | 70 979                     | 100,00                     |
| ↳ Votanti (% su iscritti)  | ↳ Votanti (% su iscritti)              | ↳ Votanti (% su iscritti)  | 45 044                     | 63,46                      |
| ↳ Astenuti (% su iscritti) | ↳ Astenuti (% su iscritti)             | ↳ Astenuti (% su iscritti) | 25 935                     | 36,54                      |
|                            |                                        |                            |                            |                            |
|                            | Esito: collegio confermato a Laburista |                            |                            |                            |

| Partito                    | Partito                                | Candidato                  | Risultati 8 giugno 2017 | Risultati 8 giugno 2017 |
| Partito                    | Partito                                | Candidato                  | Voti                    | %                       |
| -------------------------- | -------------------------------------- | -------------------------- | ----------------------- | ----------------------- |
|                            | Laburista                              | Jim Cunningham             | 25 874                  | 55,04                   |
|                            | Conservatore                           | Michelle Lowe              | 17 927                  | 38,14                   |
|                            | Lib Dem                                | Greg Judge                 | 1 343                   | 2,86                    |
|                            | UKIP                                   | Ian Rogers                 | 1 037                   | 2,21                    |
|                            | Verdi                                  | Aimee Challenor            | 604                     | 1,28                    |
|                            | Indipendente                           | Sandra Findlay             | 224                     | 0,48                    |
|                            |                                        |                            |                         |                         |
| Iscritti                   | Iscritti                               | Iscritti                   | 70 796                  | 100,00                  |
| ↳ Votanti (% su iscritti)  | ↳ Votanti (% su iscritti)              | ↳ Votanti (% su iscritti)  | 47 009                  | 66,40                   |
| ↳ Astenuti (% su iscritti) | ↳ Astenuti (% su iscritti)             | ↳ Astenuti (% su iscritti) | 23 787                  | 33,60                   |
|                            |                                        |                            |                         |                         |
|                            | Esito: collegio confermato a Laburista |                            |                         |                         |

| Partito                    | Partito                                | Candidato                  | Risultati 7 maggio 2015 | Risultati 7 maggio 2015 |
| Partito                    | Partito                                | Candidato                  | Voti                    | %                       |
| -------------------------- | -------------------------------------- | -------------------------- | ----------------------- | ----------------------- |
|                            | Laburista                              | Jim Cunningham             | 18 472                  | 42,27                   |
|                            | Conservatore                           | Gary Ridley                | 15 284                  | 34,98                   |
|                            | UKIP                                   | Mark Taylor                | 5 709                   | 13,06                   |
|                            | Lib Dem                                | Greg Judge                 | 1 779                   | 4,07                    |
|                            | Verdi                                  | Benjamin Gallaher          | 1 719                   | 3,93                    |
|                            | TUSC                                   | Judy Griffiths             | 650                     | 1,49                    |
|                            | Mainstrean                             | Christopher Rooney         | 86                      | 0,20                    |
|                            |                                        |                            |                         |                         |
| Iscritti                   | Iscritti                               | Iscritti                   | 71 403                  | 100,00                  |
| ↳ Votanti (% su iscritti)  | ↳ Votanti (% su iscritti)              | ↳ Votanti (% su iscritti)  | 43 699                  | 61,20                   |
| ↳ Astenuti (% su iscritti) | ↳ Astenuti (% su iscritti)             | ↳ Astenuti (% su iscritti) | 27 704                  | 38,80                   |
|                            |                                        |                            |                         |                         |
|                            | Esito: collegio confermato a Laburista |                            |                         |                         |

| Partito                    | Partito                                | Candidato                  | Risultati 6 maggio 2010 | Risultati 6 maggio 2010 |
| Partito                    | Partito                                | Candidato                  | Voti                    | %                       |
| -------------------------- | -------------------------------------- | -------------------------- | ----------------------- | ----------------------- |
|                            | Laburista                              | Jim Cunningham             | 19 197                  | 41,80                   |
|                            | Conservatore                           | Kevin Foster               | 15 352                  | 33,43                   |
|                            | Lib Dem                                | Brian Patton               | 8 278                   | 18,03                   |
|                            | UKIP                                   | Mark Taylor                | 1 767                   | 3,85                    |
|                            | Alternativa Socialista                 | Judy Griffiths             | 691                     | 1,50                    |
|                            | Verdi                                  | Stephen Gray               | 639                     | 1,39                    |
|                            |                                        |                            |                         |                         |
| Iscritti                   | Iscritti                               | Iscritti                   | 73 596                  | 100,00                  |
| ↳ Votanti (% su iscritti)  | ↳ Votanti (% su iscritti)              | ↳ Votanti (% su iscritti)  | 45 924                  | 62,40                   |
| ↳ Astenuti (% su iscritti) | ↳ Astenuti (% su iscritti)             | ↳ Astenuti (% su iscritti) | 27 672                  | 37,60                   |
|                            |                                        |                            |                         |                         |
|                            | Esito: collegio confermato a Laburista |                            |                         |                         |

### Elezioni negli anni 2000
| Partito                    | Partito                                | Candidato                  | Risultati 5 maggio 2005 | Risultati 5 maggio 2005 |
| Partito                    | Partito                                | Candidato                  | Voti                    | %                       |
| -------------------------- | -------------------------------------- | -------------------------- | ----------------------- | ----------------------- |
|                            | Laburista                              | Jim Cunningham             | 18 649                  | 45,84                   |
|                            | Conservatore                           | Heather Wheeler            | 12 394                  | 30,46                   |
|                            | Lib Dem                                | Vincent McKee              | 7 228                   | 17,77                   |
|                            | Alternativa Socialista                 | Robert Windsor             | 1 097                   | 2,70                    |
|                            | UKIP                                   | William Brown              | 829                     | 2,04                    |
|                            | Indipendente                           | Irene Rogers               | 344                     | 0,85                    |
|                            | Families First                         | James Rooney               | 144                     | 0,35                    |
|                            |                                        |                            |                         |                         |
| Iscritti                   | Iscritti                               | Iscritti                   | 68 840                  | 100,00                  |
| ↳ Votanti (% su iscritti)  | ↳ Votanti (% su iscritti)              | ↳ Votanti (% su iscritti)  | 40 685                  | 59,10                   |
| ↳ Astenuti (% su iscritti) | ↳ Astenuti (% su iscritti)             | ↳ Astenuti (% su iscritti) | 28 155                  | 40,90                   |
|                            |                                        |                            |                         |                         |
|                            | Esito: collegio confermato a Laburista |                            |                         |                         |

| Partito                    | Partito                                | Candidato                  | Risultati 7 giugno 2001 | Risultati 7 giugno 2001 |
| Partito                    | Partito                                | Candidato                  | Voti                    | %                       |
| -------------------------- | -------------------------------------- | -------------------------- | ----------------------- | ----------------------- |
|                            | Laburista                              | Jim Cunningham             | 20 125                  | 50,19                   |
|                            | Conservatore                           | Heather Wheeler            | 11 846                  | 29,54                   |
|                            | Lib Dem                                | Vincent McKee              | 5 672                   | 14,15                   |
|                            | Alleanza Socialista                    | Robert Windsor             | 1 475                   | 3,68                    |
|                            | Indipendente                           | Irene Rogers               | 564                     | 1,41                    |
|                            | Laburista Socialista                   | Timothy Logan              | 414                     | 1,03                    |
|                            |                                        |                            |                         |                         |
| Iscritti                   | Iscritti                               | Iscritti                   | 72 503                  | 100,00                  |
| ↳ Votanti (% su iscritti)  | ↳ Votanti (% su iscritti)              | ↳ Votanti (% su iscritti)  | 40 096                  | 55,30                   |
| ↳ Astenuti (% su iscritti) | ↳ Astenuti (% su iscritti)             | ↳ Astenuti (% su iscritti) | 32 407                  | 44,70                   |
|                            |                                        |                            |                         |                         |
|                            | Esito: collegio confermato a Laburista |                            |                         |                         |

## Risultati dei referendum

### Referendum sulla permanenza del Regno Unito nell'Unione europea del 2016
|             | Collegio       | Lasciare UE % | Rimanere in UE % |
| ----------- | -------------- | ------------- | ---------------- |
|             | Coventry South | 48,9%         | 51,1%            |
|             | Inghilterra    | 53,3%         | 46,7%            |
| Regno Unito | 51,9%          | 48,1%         |                  |